# Leonard Hall
Arthur Leonard "Len" Hall (ur. 20 września 1907 w Johannesburgu, zm. ?) – bokser reprezentujący Rodezję Południową (obecnie Zimbabwe) i Związek Południowej Afryki, olimpijczyk, złoty medalista igrzysk Imperium Brytyjskiego.
Reprezentował Rodezję Południową podczas Letnich Igrzysk Olimpijskich 1928 w wadze półśredniej. W pojedynku 1/16 finału wygrał z Williamem Waltherem z Niemiec, jednak w 1/8 finału pokonał go Kintaro Usuda z Japonii. Był jednym z dwóch sportowców reprezentujących Rodezję Południową podczas tych igrzysk (obok Cecila Bissetta).
Pojawił się na starcie Igrzysk Imperium Brytyjskiego 1930 w wadze półśredniej. W walce półfinałowej pokonał Franka Broomana z Anglii, natomiast w pojedynku o złoty medal okazał się lepszy od Kanadyjczyka Howarda Williamsa.